# Nana Aleksandrija
Nana Georgievna Aleksandrija (in georgiano ნანა ალექსანდრია?, Nana Aleksandria; in russo Нана Георгиевна Александрия?; Poti, 13 ottobre 1949) è una scacchista sovietica, dal 1992 georgiana. Vinse tre campionati sovietici femminili: nel 1966, 1968 (ex aequo) e 1969.

## Biografia
Partecipò al suo primo campionato sovietico nel 1964, all'età di 15 anni. Si classificò sesta, ma vinse una partita contro l'ex campionessa del mondo Ol'ga Rubcova. Il finale giocato in quella partita fu giudicato il migliore del torneo e ricevette in premio una grossa bambola, offerta da Michail Tal'. Nel 1976 ottenne il titolo di Grande Maestro Femminile. Fu per due volte la sfidante per il Campionato del mondo femminile:
- nel 1975 perse a Minorca contro la campionessa in carica, la connazionale Nona Gaprindashvili (+3 –8 =1)
- nel 1981 pareggiò a Borjomi contro la connazionale Majja Čiburdanidze (+4 –4 =8), ma quest'ultima, come campionessa in carica, mantenne il titolo

Partecipò dal 1969 al 1986 con la nazionale femminile sovietica a sei olimpiadi degli scacchi, realizzando il risultato complessivo di +35 =12 –7 (75,9 %). Vinse dieci medaglie d'oro, di cui sei di squadra e quattro individuali. Nel 1986 fu nominata dalla FIDE responsabile del settore femminile, e da allora riveste incarichi direttivi. È stata uno degli arbitri del mondiale 2018 tra Magnus Carlsen e Fabiano Caruana.